# Cispius variegatus
Espèce
Cispius variegatus est une espèce d'araignées aranéomorphes de la famille des Pisauridae.

## Distribution
Cette espèce se rencontre au Congo-Kinshasa et en Afrique du Sud.

## Description
La femelle holotype mesure 6,5 mm.

## Systématique et taxinomie
Cette espèce a été décrite par Simon en 1898.

## Publication originale
- Simon, 1898 : « Descriptions d'arachnides nouveaux des familles des Agelenidae, Pisauridae, Lycosidae et Oxyopidae. » Annales de la Société entomologique de Belgique, vol. 42, p. 1-34 (texte intégral).